# روتینو
روتینو (به ایتالیایی: Rutino) یک کومونه در ایتالیا است که در استان سالرنو واقع شده‌است.

## خصوصیات
روتینو ۹٫۶۴ کیلومترمربع مساحت و ۸۸۳ نفر جمعیت دارد و ۳۷۱ متر بالاتر از سطح دریا واقع شده‌است.